# Program Voyager

Trajektorie sond s daty přeletu kolem jednotlivých planet

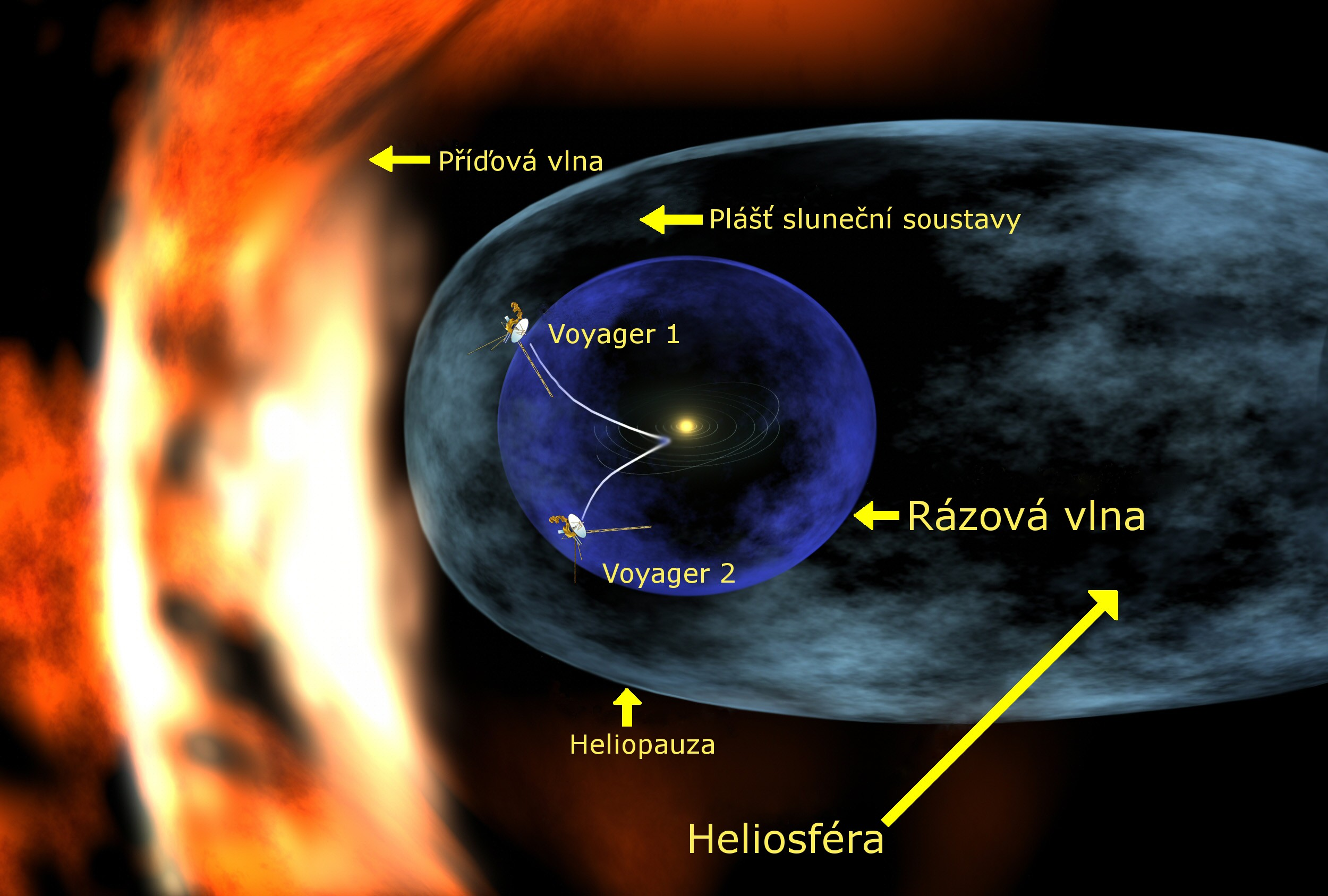
Do heliopláště pronikl Voyager 1 v roce 2004

Program Voyager se skládá ze dvou nepilotovaných amerických planetárních sond Voyager 1 a Voyager 2, které odstartovaly v roce 1977. Vyvinula je Jet Propulsion Laboratory (JPL) a do vesmíru vyslala NASA. Obě sondy nashromáždily spoustu nových informací o plynných obrech. Přestože byly původně oficiálně určené pouze pro výzkum Jupiteru a Saturnu, obě byly schopné pokračovat dál v cestě, přičemž Voyager 2 prozkoumal také Uran a Neptun. V 10. letech 21. století obě sondy opustily sluneční soustavu, vstoupily do mezihvězdného prostoru a staly se mezihvězdnými sondami. V omezeném režimu jsou v provozu doposud a nadále zasílají data na Zemi.

## Historie
Sondy Voyager byly původně koncipovány jako součást programu Mariner a byly označovány jako Mariner 11 a Mariner 12. Samostatný program Mariner Jupiter-Saturn v rozsahu dvou sond schválila NASA v květnu 1972, ačkoliv práce na něm v JPL začaly již v lednu 1972. Předpokládané náklady činily 360 milionů dolarů, což bylo výrazně méně než téměř 1 miliarda dolarů, kterou si měl vyžádat zrušený ambiciózní program Grand Tour, jehož ideovým nástupcem se Mariner Jupiter-Saturn stal. V březnu 1977 byl program Mariner Jupiter-Saturn přejmenován na Voyager, jelikož se lidé z NASA domnívali, že se od Marineru liší tak, že si zaslouží samostatný název. Voyager je v podstatě opakování neúspěšného programu Grand Tour z konce 60. a začátku 70. let. Program Grand Tour měl stejný cíl jako Voyager, ale byl zrušen kvůli škrtům v rozpočtu.
Vývojový testovací model (Development Test Model) sondy Voyager je od roku 1977 umístěn v National Air and Space Museum (roku 1987 využilo JPL tělo modelu pro vývoj sondy Magellan, takže jej v muzeu nahradilo přesnou replikou). Postaveny byly tři plnohodnotné exempláře sondy Voyager s označením VGR 77-1, VGR 77-2 a VGR 77-3. Sonda VGR 77-1 byla zkušební (Proof Test Model; poté byla v JPL využívána pro simulaci a řešení problémů Voyagerů 1 a 2), zbylé dvě byly letové exempláře určené pro připravované mise.
Kvůli technickým problémům na sondě VGR 77-2 byl jako první 20. srpna 1977 vypuštěn Voyager 2 (VGR 77-3), jehož navržená trajektorie letu využívala velice příznivé konjunkce Uranu a Neptunu. Po vyřešení potíží odstartoval Voyager 1 (VGR 77-2) o několik dní později (5. září 1977), ale letěl po rychlejší trajektorii, která umožnila, aby se k Jupiteru a Saturnu dostal dříve, ovšem na úkor vnějších planet.
V roce 1979 dosáhl Voyager 1 Jupitera a pořídil tehdy i snímek velké rudé skvrny velké jako Země, především díky tomu snímku sestrojila NASA sondu Galileo, která vyletěla v roce 1989 a Jupitera dosáhla v roce 1995. Roku 1980 doletěl Voyager 1 k Saturnu a objevil silné větry o rychlosti až 5000 km/h (což je více než 100krát více než stupeň 5 na Fujitově stupnici). Sonda rovněž objevila uhlovodíky v atmosféře Titanu a především proto vyslala ESA sondu Cassini-Huygens.
Voyager 2 prozkoumal Jupiter rovněž v roce 1979 a Saturn roku 1981. V roce 1986 proletěl kolem Uranu, studoval jeho satelity a prstence a zjistil, že je vytvořily úlomky jeho největšího měsíce, Mirandy, když do něj narazilo těleso velké jako polovina satelitu. Sonda také zjistila, že (v porovnání s ostatními planetami Sluneční soustavy) je Uranova atmosféra velice klidná. Dále zjistil že Uranova osa má úhel sklonu téměř 90°, takže se po oběžné dráze „valí“, to znamená, že pokud by někdo žil na jižní polokouli, nedostalo by se k němu žádné sluneční světlo. V roce 1989 proletěl Voyager 2 kolem Neptunu, objevil 6 nových satelitů, takže se počet známých zvýšil na 8. V roce 1998 předstihl Voyager 1 pomalejší sondu Pioneer 10 a stal se nejvzdálenějším lidským výtvorem.
Po studiu 4 plynných obrů pokračoval Voyager 2 ven ze sluneční soustavy. O 40 000 let později by se dostal k nejbližší hvězdě. Zatím je stále aktivní, informace na Zemi posílá přes 70metrovou anténu. 15. srpna 2006 byl Voyager 1 od Slunce vzdálen již 100 astronomických jednotek (100 AU neboli 15 000 000 000 km).
Sonda Voyager 1 přenáší na zemi signál 47 let, 11 měsíců a 10 dnů, sonda Voyager 2 ještě o několik dní déle, 47 let, 11 měsíců a 26 dnů, především zásluhou robustního radioizotopového termoelektrického generátoru s dlouhou životností. Přijaté signály dnes analyzuje 10 lidí.

## Zdroj energie

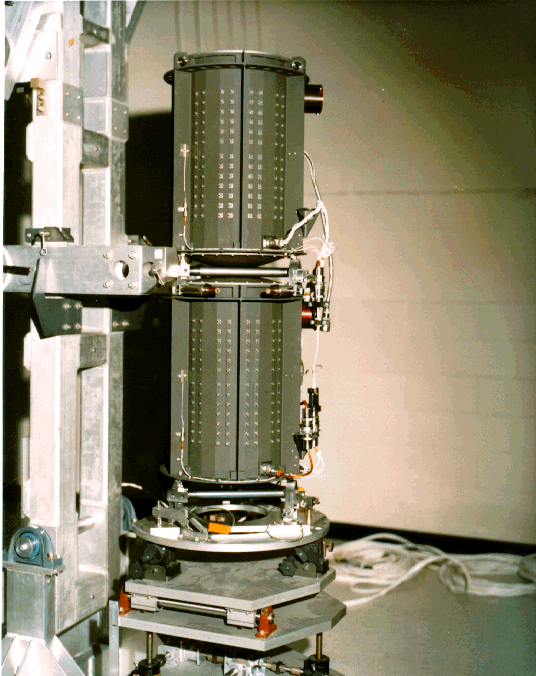
Termoelektrický generátor programu Voyager

Na rozdíl od umělých družic určených jen pro oběžnou dráhu Země sondám Voyager dodávají elektřinu tři radioizotopové termoelektrické generátory poháněné rozpadem Plutonia-238, který poskytne přibližně 470 W na 30 voltů ve stejnosměrném proudu. Plutonium-238 má poločas přeměny 87,74 let. To znamená, že se jeho výkon snižuje o 0,78 % ročně. V roce 2006, 29 let po startu, dodávaly zdroje pouze 470 W × 2−(29/87.74) ~= 373 W — neboli okolo 79,5 % své původní síly. Nicméně bimetalové termočlánky, které přeměňují teplo na elektrickou energii, se také rozkládají, tudíž výsledná síla je ještě menší. Dne 11. srpna 2006 byl výkon generovaný sondami asi 290 W, tj. asi o 40 % nižší než výkon při startu.